# Cestrum scandens
Cestrum scandens là loài thực vật có hoa trong họ Cà. Loài này được Vahl mô tả khoa học đầu tiên năm 1797.